# Mr. District Attorney in the Carter Case
Mr. District Attorney in the Carter Case é um filme policial estadunidense dirigido por Bernard Vorhaus e escrito por Sidney Sheldon e Ben Roberts. O filme é estrelado por James Ellison. Foi lançado em 18 de dezembro de 1941, pela Republic Pictures.

## Elenco
- James Ellison ...P. Cadwallader Jones
- Virginia Gilmore ...Terry Parker
- Franklin Pangborn ...Charley Towne
- Paul Harvey ...Dist. Atty. Winton
- Lynne Carver ...Joyce Belmont
- Spencer Charters ...Juiz White
- Douglas Fowley ...Vincent Mackay
- John Eldredge ...Andrew Belmont
- Eddie Acuff ...Hypo
- John Sheehan ...Beanie
- Bradley Page ...Elliott Carter